# Нокаут года по версии журнала The Ring

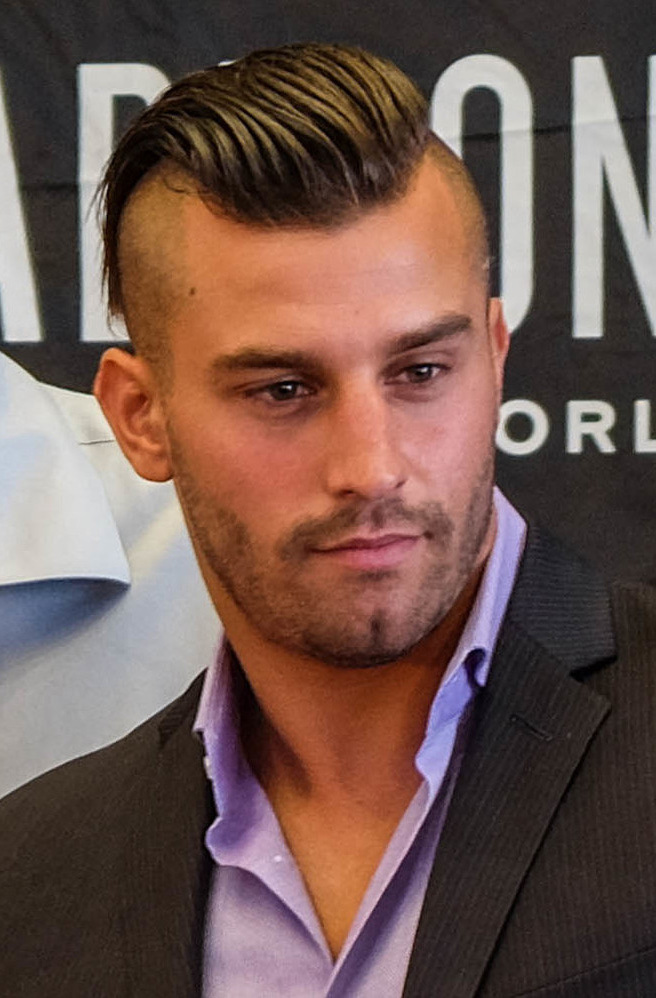
Давид Лемьё. Обладатель награды 2017 года

Нокаут года по версии журнала «The Ring» (англ. The Ring magazine Knockout of the Year) — боксёрская награда журнала The Ring, которая вручается с 1989 года боксёрам за  самый зрелищный нокаут в году. В 1991 году награда не вручалась, но в 1992 году она  была вручена дважды. 2 поединка (Артуро Гатти vs. Габриэль Руэлас и Хуан Мануэль Маркус vs. Мэнни Пакьяо) помимо этой награды были удостоены наград бой года и раунд года по версии того же журнала.
Первый поединок, который был удостоен награды прошёл 25 марта 1989 года в Лас-Вегасе, США между Майклом Нанном и Самбу Каламбаем за титул чемпиона мира по версии IBF в среднем весе. Бой завершился победой Нанна нокаутом в 1-м раунде.

## Список обладателей награды
| Дата проведения боя              | Весовая категория                     | Имена боксёров                          | Результат боя                                                                                        | Место проведения боя   | Примечания |
| -------------------------------- | ------------------------------------- | --------------------------------------- | --- | ---------------------- | --- |
| 25 марта 1989 года               | Средний вес (до 72,574 кг)            | Майкл Нанн vs. Самбу Каламбай           | Победа Нанна нокаутом в 1-м раунде (поединок запланирован как 12-раундовый).                         | Лас-Вегас, США         | Бой за титул чемпиона мира по версии IBF в среднем весе. |
| 31 марта 1990 года               | Первый средний вес (до 69,85 кг)      | Терри Норис vs. Джон Мугаби             | Победа Нориса нокаутом в 1-м раунде (поединок запланирован как 12-раундовый).                        | Тампа, США             | Бой за титул чемпиона мира по версии WBC в первом среднем весе. |
| В 1991 году награда не вручалась |                                       |                                         | |                        | |
| 9 сентября 1992 года             | Второй легчайший вес (до 55,225 кг)   | Моррис Ист vs. Акинобу Хиранаку         | Победа Иста техническим нокаутом в 9-м раунде (поединок запланирован как 12-раундовый).              | Токио, Япония          | Бой за титул чемпиона мира по версии WBA во втором легчайшем весе. |
| 2 декабря 1992 года              | Первый полусредний вес (до 63,503 кг) | Кеннеди Маккинни vs. Уэлок Нсит         | Побела Маккинни нокаутом в 11-м раунде (поединок запланирован как 12-раундовый).                     | Тортоли, Италия        | Бой за титул чемпиона мира по версии IBF в первом полусреднем весе. |
| 8 мая 1993 года                  | Средний вес (до 72,574 кг)            | Джеральд Макклеллан vs. Джулиан Джексон | Победа Макклеллана нокаутом в 1-м раунде (поединок запланирован как 12-раундовый).                   | Лас-Вегас, США         | Бой за титул чемпиона мира по версии WBC в среднем весе. |
| 5 ноября 1994 года               | Тяжёлый вес (более 90,718 кг)         | Джордж Форман vs. Майкл Мурер           | Победа Формана нокаутом в 10-м раунде (поединок запланирован как 12-раундовый).                      | Лас-Вегас, США         | Бой за титулы чемпиона мира по версиям WBA и IBF. |
| 16 декабря 1995 года             | Первый средний вес (до 69,85 кг)      | Хулио Сезар Васкес vs. Карл Дэниелс     | Победа Хулио Васкеса техническим нокаутом в 11-м раунде (поединок запланирован как 12-раундовый).    | Филадельфия,США        | Бой за титул чемпиона мира по версии WBA в первом среднем весе. |
| 18 мая 1996 года                 | Полулёгкий вес (до 57,153 кг)         | Вилфредо Васкес vs. Элой Рохас          | Победа Вилфредо Васкеса техническим нокаутом в 11-м раунде (поединок запланирован как 12-раундовый). | Лас-Вегас, США         | Бой за титул чемпиона мира по версии WBA полулёгком весе. |
| 4 октября 1997 года              | Второй полулёгкий вес (до 58,967 кг)  | Артуро Гатти vs. Габриэль Руэлас        | Победа Гатти техническим нокаутом в 5-м раунде (поединок запланирован как 12-раундовый).             | Атлантик-сити, США     | Бой за титул чемпиона мира по версии IBF во втором полулёгком весе. Раунд года и Бой года по версии журнала «The Ring». |
| 25 апреля 1998 года              | Полутяжёлый вес (до 79,378)           | Рой Джонс-младший vs. Вирджил Хилл      | Победа Джонса нокаутом в 4-м раунде (поединок запланирован как 12-раундовый).                        | Билокси, США           | [ 12 ] |
| 6 ноября 1999 года               | Тяжёлый вес (более 90,718 кг)         | Деррик Джефферсон vs. Морис Харрис      | Победа Джефферсона нокаутом в 6-м раунде (поединок запланирован как 12-раундовый).                   | Атлантик-сити, США     | [ 13 ] |
| 3 июня 2000 года                 | Первый полусредний вес (до 63,503 кг) | Бен Таки vs. Роберто Гарсия             | Победа Таки техническим нокаутом в 10-м раунде (поединок запланирован как 12-раундовый).             | Лас-Вегас, США         | [ 14 ] |
| 22 апреля 2001 года              | Тяжёлый вес (более 90,718 кг)         | Леннокс Льюис vs. Хасим Рахман          | Победа Льюиса в 4-м раунде (поединок запланирован как 12-раундовый).                                 | Лас-Вегас, США         | Бой-реванш. Первый бой состоялся 22 апреля 2001 года и завершился победой Рахмана нокаутом в 5-м раунде. В том бою Рахман завоевал титулы чемпиона мира в тяжёлом весе по версиям WBC, IBF и IBO. В реванше, на кону стояли те же титулы, 1-я защита Хасима Рахмана. |
| 8 июня 2002 года                 | Тяжёлый вес (более 90,718 кг)         | Леннокс Льюис vs. Майк Тайсон           | Победа Льюиса нокаутом в 8-м раунде (поединок запланирован как 12-раундовый).                        | Мемфис, США            | Бой за титулы чемпиона мира в тяжёлом весе по версиям WBC, IBF и IBO |
| 19 июля 2003 года                | Второй полулёгкий вес (до 58,967 кг)  | Рокки Хуарес vs. Антонио Диас           | Победа Хуареса нокаутом в 10-м раунде (поединок запланирован как 12-раундовый).                      | Хьюстон, США           | [ 19 ] |
| 15 мая 2004 года                 | Полутяжёлый вес (до 79,378)           | Антонио Тарвер vs. Рой Джонс-младший    | Победа Тарвера техническим нокаутом во втором раунде (поединок запланирован как 12-раундовый).       | Лас-Вегас, США         | Бой за титулы чемпиона мира по версиям: WBC, WBA, IBO, WBF и IBA. |
| 4 ноября 2005 года               | Второй средний вес (до 76,203 кг)     | Аллан Грин vs. Джейдон Кодрингтон       | Победа Грина нокаутом в 1-м раунде (поединок запланирован как 8-раундовый).                          | Маями, США             | [ 21 ] |
| 25 февраля 2006 года             | Тяжёлый вес (более 90,718 кг)         | Кэлвин Брок vs. Зури Лоуренс            | Победа Брока нокаутом в 6-м раунде (поединок запланирован как 10-раундовый).                         | Лас-Вегас, США         | [ 22 ] |
| 7 июля 2007 года                 | Наилегчайший вес (до 50,802)          | Нонито Донэр vs. Вик Дарчинян           | Победа Донэр техническим нокаутом в 5-м раунде (поединок запланирован как 12-раундовый).             | Бриджпорт, США         | Бой за титулы чемпиона мира по версиям IBF и WBO в наилегчайшем весе. |
| 11 января 2008 года              | Полутяжёлый вес (до 79,378)           | Эдисон Миранда vs. Дэвид Бенкс          | Победа Миранды нокаутом в третьем раунде (поединок запланирован как 10-раундовый).                   | Голливуд, США          | [ 25 ] |
| 2 мая 2009 года                  | Первый полусредний вес (до 63,503 кг) | Мэнни Пакьяо vs. Рикки Хаттон           | Победа Пакьяо нокаутом во втором раунде (поединок запланирован как 12-раундовый).                    | Лас-Вегас, США         | Бой за титул чемпиона мира по версии IBO в первом полусреднем весе. |
| 20 ноября 2010 года              | Средний вес (до 72,574 кг)            | Серхио Мартинес vs. Пол Уильямс         | Победа Мартинеса нокаутом во 2-м ранде (поединок запланирован как 12-раундовый).                     | Атлантик-Сити, США     | Бой за титул чемпиона мира по версии WBC в среднем весе |
| 19 февраля 2011 года             | Легчайший вес (до 53,525 кг)          | Нонито Донэр vs. Фернандо Монтиель      | Победа Донэра нокаутом                                                                               | Лас-Вегас, США         | Бой за титулы чемпиона мира по версиям WBO и WBC. |
| 8 декабря 2012 года              | Полусредний вес (до 66,678 кг)        | Хуан Мануэль Маркес vs. Мэнни Пакьяо    | Победа Маркеса нокаутом в 6-м раунде (поединок запланирован как 12-раундовый).                       | Лас-Вегас, США         | Раунд года и Бой года по версии журнала «The Ring». |
| 8 июня 2013 года                 | Полутяжёлый вес (до 79,378)           | Адонис Стивенсон vs. Чед Доусон         | Победа Стивенсона нокаутом в 1-м раунде (поединок запланирован как 12-раундовый).                    | Монреаль, Канада       | Бой за титул чемпиона мира по версии WBC в среднем весе. |
| 31 мая 2014 года                 | Второй средний вес (до 76,203 кг)     | Карл Фроч vs. Джордж Гроувс             | Победа Фроча техническим нокаутом в 8-м раунде (поединок запланирован как 12-раундовый).             | Лондон, Великобритания | Бой за титулы чемпиона мира по версиям WBA и IBF во втором среднем весе. |
| 9 мая 2015 года                  | Первый средний вес (до 69,85 кг)      | Сауль Альварес vs. Джеймс Киркленд      | Победа Альвареса нокаутом в 3-м раунде (поединок запланирован как 12-раундовый).                     | Хьюстон, США           | [ 34 ] |
| 2 мая 2016 года                  | Первый средний вес (до 69,85 кг)      | Сауль Альварес vs. Амир Хан             | Победа Альвареса нокаутом в 6-м раунде (поединок запланирован как 12-раундовый).                     | Лас-Вегас, США         | Бой за титул чемпиона мира по версии WBC в среднем весе. |
| 11 марта 2017 года               | Средний вес (до 72,574 кг)            | Давид Лемьё vs. Кертис Стивенс          | Победа Лемьё нокаутом в 3-м раунде (поединок запланирован как 12-раундовый).                         | Верона, США            | Бой за титулы континентального чемпиона Америки по версии WBC и интерконтинентального чемпиона по версии WBO в среднем весе. |
| 7 октября 2018                   | Легчайший вес (до 53,525 кг)          | Наоя Иноуэ vs. Хуан Карлос Пайано       | Победа Иноуэ нокаутом в 1-м раунде (поединок запланирован как 12-раундовый).                         | Иокогама, Япония       | Бой за титул чемпиона мира по версии WBA в легчайшем весе |